# Dolunay
Dolunay  é uma telenovela turca produzida pela No Dokuz Productions e exibida pela Star TV de 4 de julho a 31 de dezembro de 2017, estrelada por Özge Gürel e Can Yaman.

## Enredo
A série explora o tema do que torna uma família uma família. É sangue e genética, experiências compartilhadas ou simplesmente amor? Ferit é um empresário inteligente e bem-sucedido e um líder nato que é disciplinado em todas as áreas de sua vida, do trabalho, ao preparo físico e à saúde. Ele é particularmente rígido em relação à sua casa e aos que nela trabalham. Nazlı é um jovem estudante de culinária que é contratado como chef particular de Ferit. Apresentado com um menu específico e orientações sobre como a comida de Ferit deve ser preparada e sua cozinha mantida, Nazlı prontamente coloca seus próprios toques nele, para grande aborrecimento e eventual prazer de Ferit. Quando a tragédia acontece e Ferit deve assumir a responsabilidade por seu sobrinho, Bulut, Ferit e Nazlı (que se tornou muito próximo da criança) concordam em se envolver em um relacionamento forjado para ajudar em suas chances de obter a custódia de Bulut em uma batalha pela custódia Tia de Bulut, Demet. O conjunto principal de personagens coadjuvantes é uma mistura de família e amigos que são considerados família e que principalmente ajudam, mas às vezes atrapalham o relacionamento de Ferit e Nazlı à medida que evolui de negócios para amizade e, eventualmente, amor.

## Elenco
- Özge Gürel como Nazmiye "Nazlı" Pinar-Aslan
- Can Yaman como Ferit Aslan
- Hakan Kurtaş como Deniz Kaya
- Necip Memili como Hakan Önder
- Öznur Serçeler como Fatoş Yalçın
- İlayda Akdoğan como Asuman Pinar-Kaya
- Berk Yaygın como Tarık
- Balamir Emren como Engin
- Alara Bozbey como Demet Kaya Önder
- Alihan Türkdemir como Bulut Kaya
- Özlem Türay como İkbal
- Emre Kentmenoglu como Bekir
- Türkü Turan como Alya
- Ayumi Takano como Manami
- Yeşim Gül Aksar como Leman Aslan
- Gamze Aydogdu como Melis

## Exibição Internacional
Em Portugal, foi exibida pela SIC Caras com o título "Sabor a Paixão" entre 2023 a 2024.
No Brasil, o serviço de streaming  Globoplay adquiriu os direitos de exibição da produção que deve chegar ao seu catálogo em breve.